# Elektrizitätswerk Amstetten
Das Elektrizitätswerk Amstetten ist ein Laufwasserkraftwerk, das für Kleinwasserkraft genutzt wird. Es liegt am Fluss Ybbs in der österreichischen Stadt Amstetten. In Betrieb ging es 1901 und 2010 wurde es um eine Restwassernutzung erweitert.
Über einen Kanal (den „Werkskanal“) wird Wasser von der Ybbs abgezweigt und ins Kraftwerk im Stadtteil Allersdorf geleitet, wo zwei Kaplan-Turbinen Energie erzeugen. Eine weitere Restwasserturbine ist an der erneuerten Wehranlage im Ortsteil Greinsfurth in Betrieb. Über das im Besitz der Stadtwerke Amstetten befindliche Stromnetz wird rund ein Fünftel des Stadtgebietes mit Energie versorgt. Das Regelarbeitsvermögen beträgt 15 GWh.

## Geschichte
Am 30. August 1899 fasste der Gemeinderat der Stadt Amstetten den Beschluss zum Bau eines Elektrizitätswerks. Die Stadt hatte die Konzession erworben, um die Wasserkraft der Ybbs zu nutzen, und beabsichtigte mit dem Bau, die Straßen und Plätze zu beleuchten und die Abgabe von Energie an private Haushalte. Bei der Projektierung des Wasserbaues musste besonderes Augenmerk auf die Hochwassersituation gelegt werden. Bereits 1899 wurde im Amstettner Wochenblatt darauf hingewiesen, dass die Hausbesitzer der Stadt sich in der Gemeindekanzlei melden sollen, wenn bei ihnen elektrisches Licht eingeleitet werden soll.
Der Bau konnte nicht begonnen werden, bevor die Kraftversorgung der Siechenanstalt Mauer-Öhling (heutiges Landesklinikum Mostviertel) durch den niederösterreichischen Landesausschuss geklärt war. Am 2. Jänner 1900 begann der Bau und Einbau zweier Francis-Turbinensätze mit einer Leistung von je 250 kW. Bei der Eröffnung durch den damaligen Bürgermeister Anton Schmidl am 26. Jänner 1901 war das Elektrizitätswerk Amstetten das größte Wasserkraftwerk Niederösterreichs und es wurden bereits der Hauptplatz sowie der Sitzungssaal des Gemeinderates elektrisch beleuchtet.
Der Einbau des dritten und vierten Francis-Turbinensatzes erfolgte im Jahr 1901 und 1905, ebenfalls mit einer Leistung von je 250 kW.

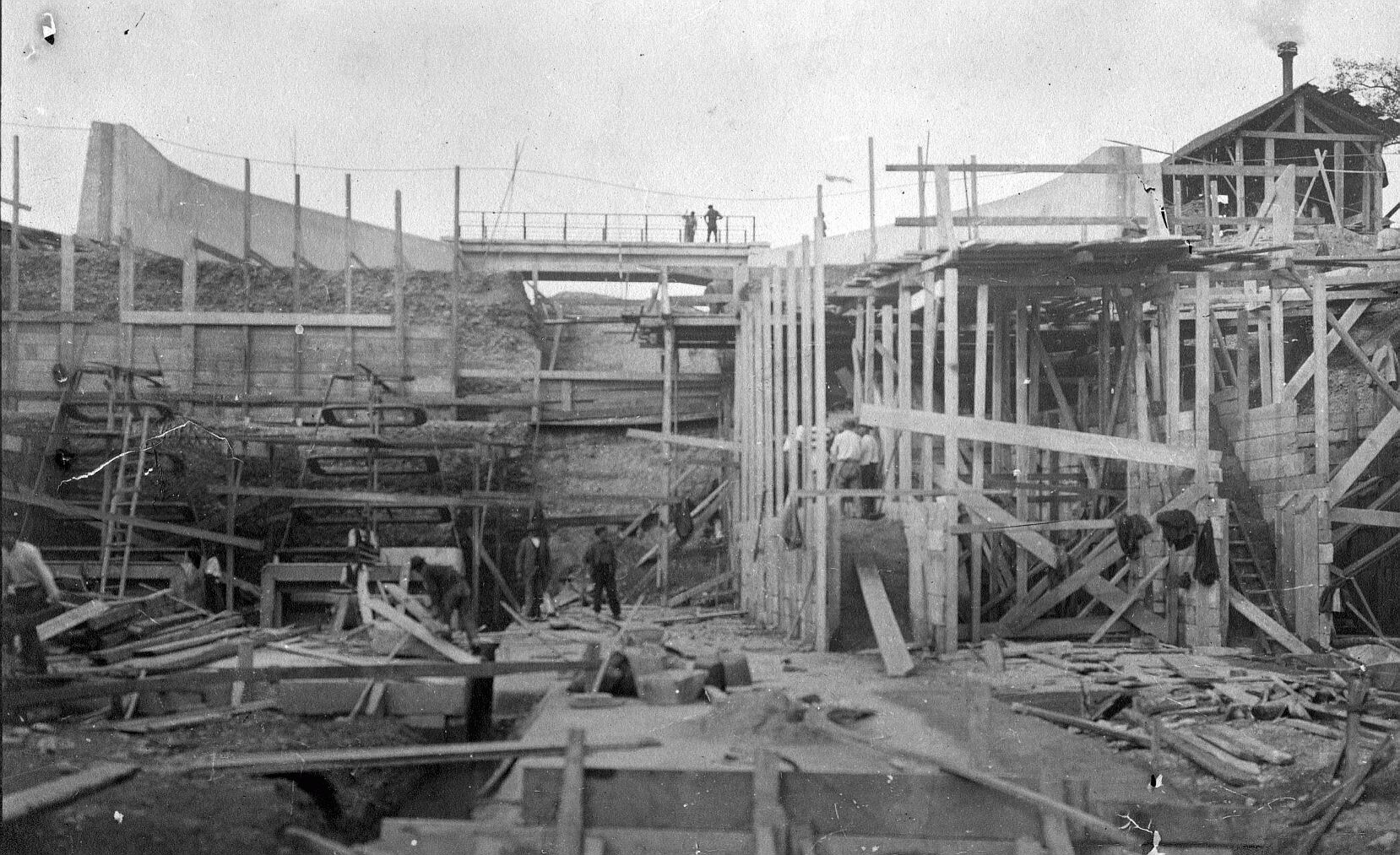
Baustelle Oberwasser
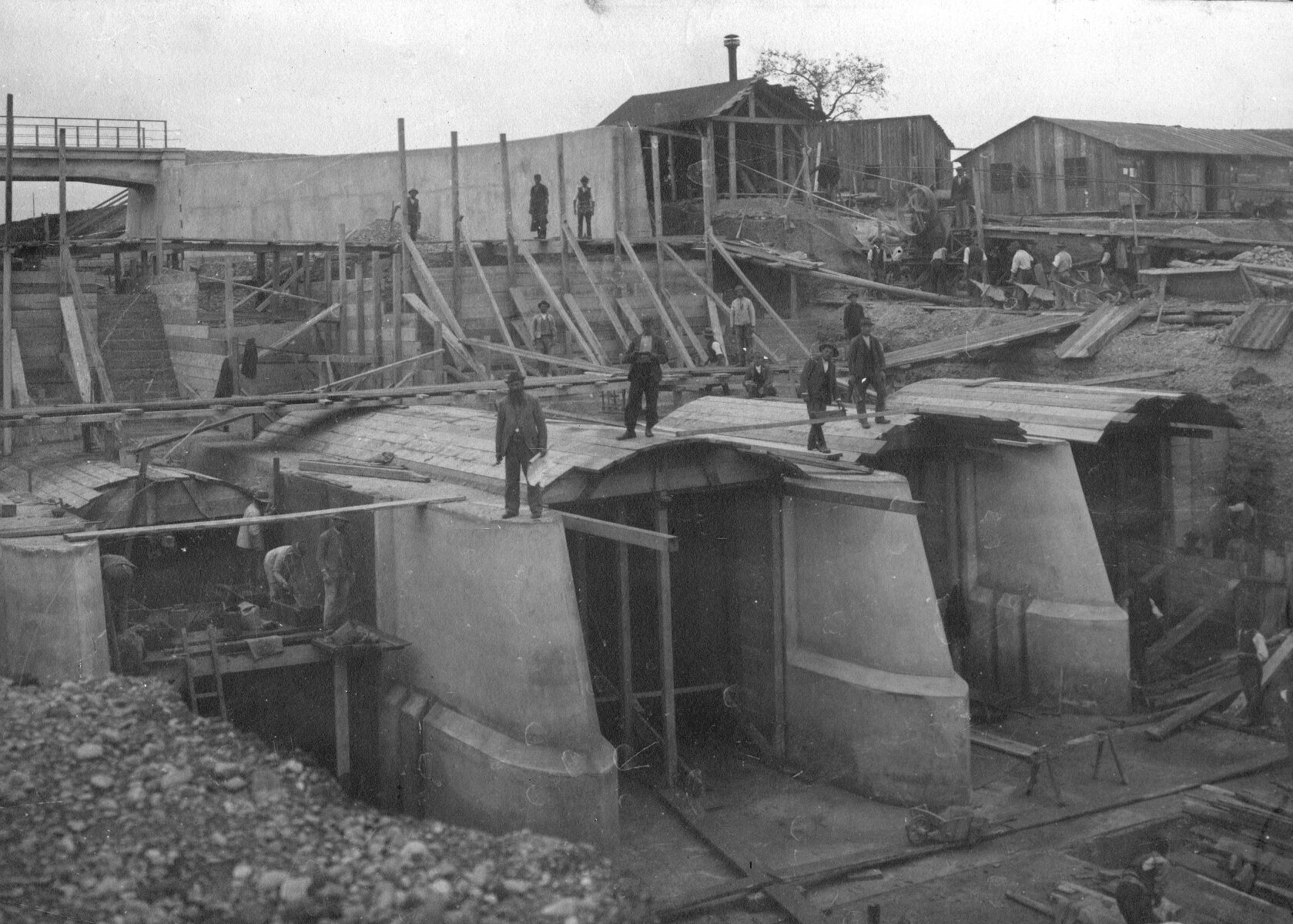
Baustelle des Auslaufbereiches
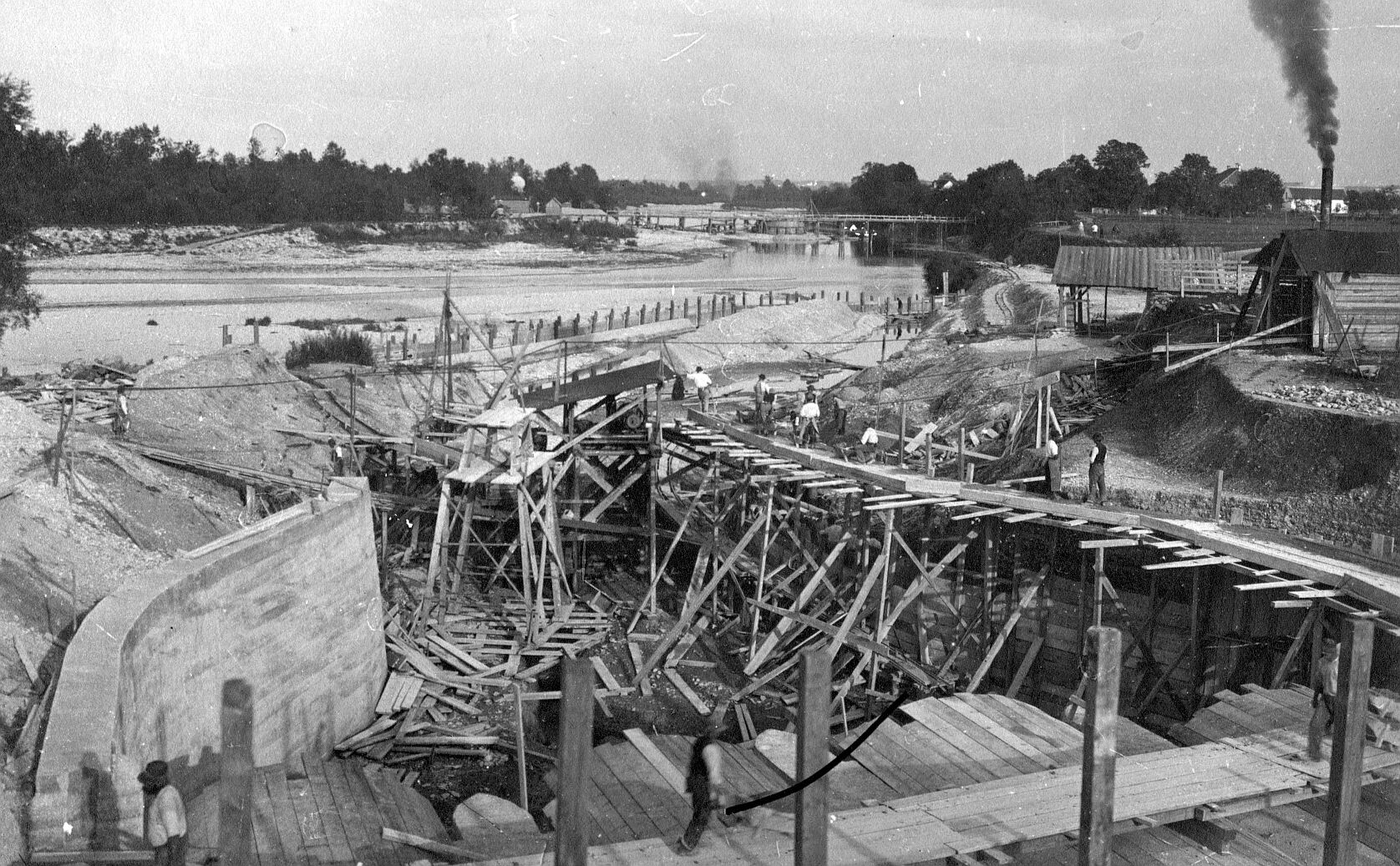
Baustelle Unterwasser mit Einmündung in die Ybbs
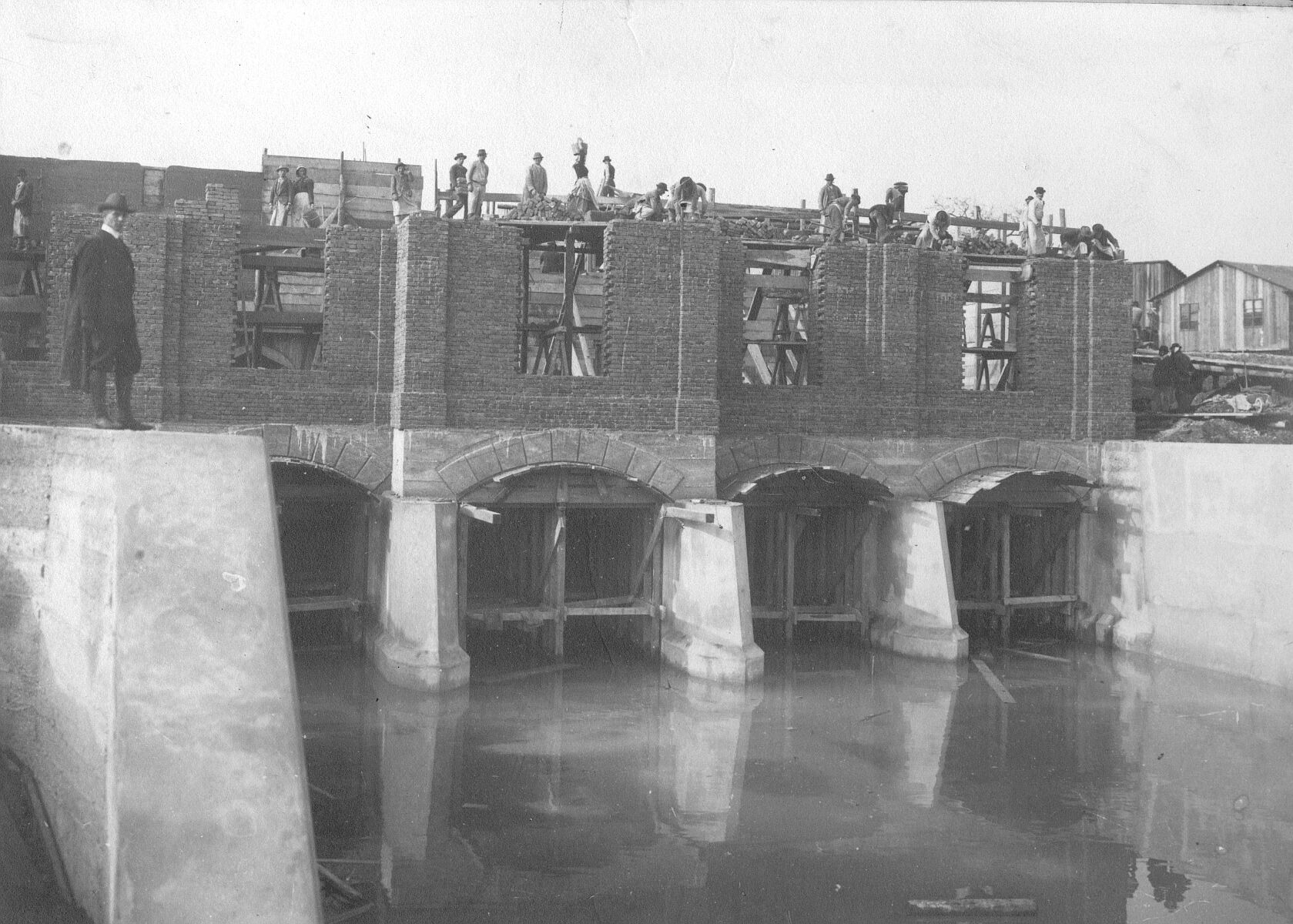
Baustelle des Auslaufbereiches
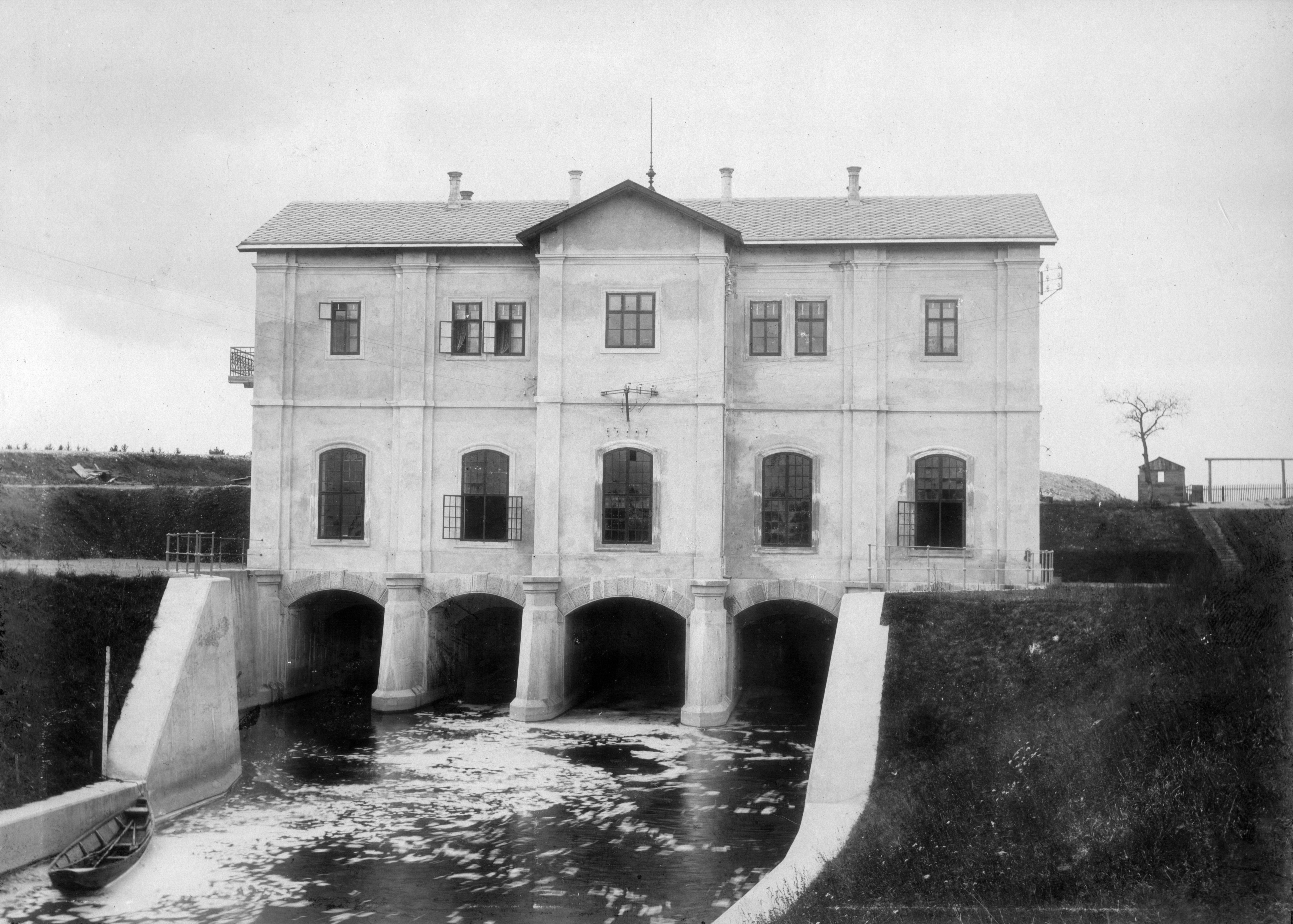
Kraftwerk nach der Fertigstellung (Unterlauf)
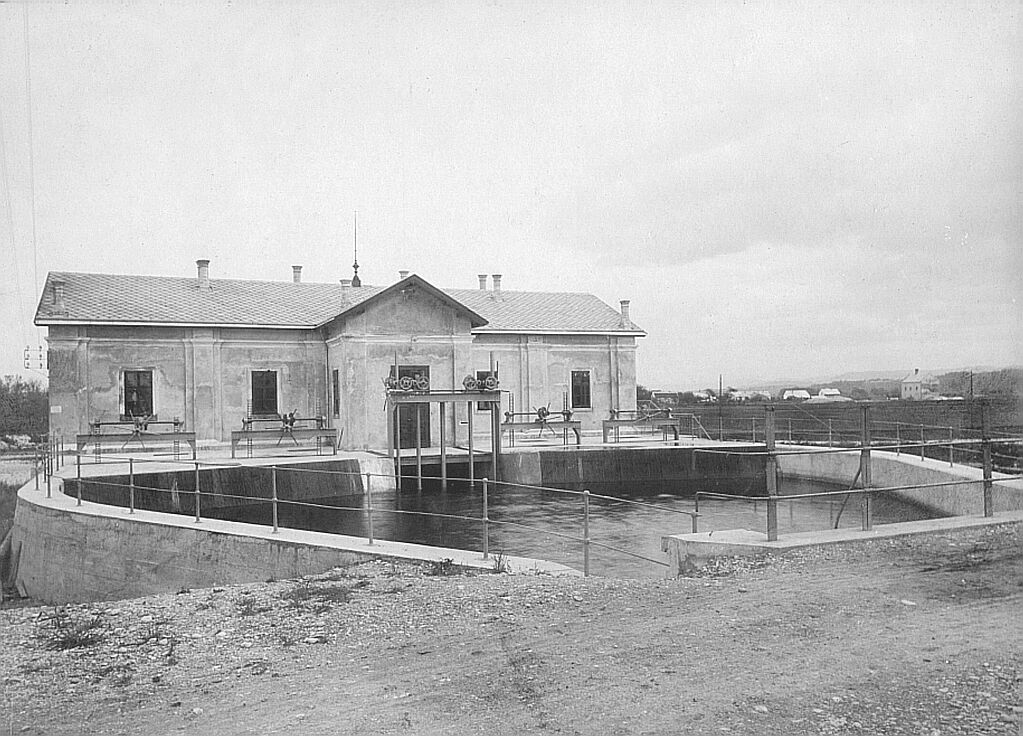
Kraftwerk nach der Fertigstellung (Oberlauf)

Im Jahr 1911 wurde ein Dieselaggregat mit einer Leistung von 300 kW eingebaut. 1931 erfolgte der Ausbau zweier Francis-Turbinensätze und der Einbau der Kaplan-Turbine I mit einer Leistung von 1160 kW.
Das am 26. März 1947 im Nationalrat beschlossene 2. Verstaatlichungsgesetz erlaubte, dass private und kommunale E-Werke in den Besitz der NEWAG (heute Energieversorgung Niederösterreich) übergehen, so auch das Kraftwerke in Amstetten. Der provisorische Gemeinderat beschloss in einer Resolution vom 23. Mai 1947 jedoch, dies abzulehnen. Daraufhin folgten mehrjährige Proteste gegen die drohende Übernahme. Diese Proteste fanden ihren Höhepunkt im Juli 1952. Das Kraftwerk sollte in einer nächtlichen Aktion gewaltsam übernommen werden, was durch das Eingreifen der Belegschaft, durch Luftschutzsirenen alarmiert, verhindern werden konnte. Die Übernahme ließ sich jedoch nicht verhindern und so erfolgte die Abtretung im Jahr 1956. Die Stadtwerke Amstetten blieben nach wie vor der Betreiber des Kraftwerkes, die NEWAG erhielt den Grundbesitz.
Im Jahr 1960 wurden die beiden verbliebenen Francis-Turbinensätze ausgebaut und die Kaplan-Turbine II mit einer Leistung von 1780 kW eingebaut. Die alte Kaplan-Turbine I wurde 1988 ausgebaut und durch eine neue Kaplan-Rohrturbine mit einer Leistung von 1710 kW ersetzt.
Im Jahr 1991 wurde der verstaatlichte Grundbesitz wieder an die Stadtwerke Amstetten zurückübertragen, wodurch offene Rechtsfragen zwischen EVN und den Stadtwerken bereinigt werden konnten.

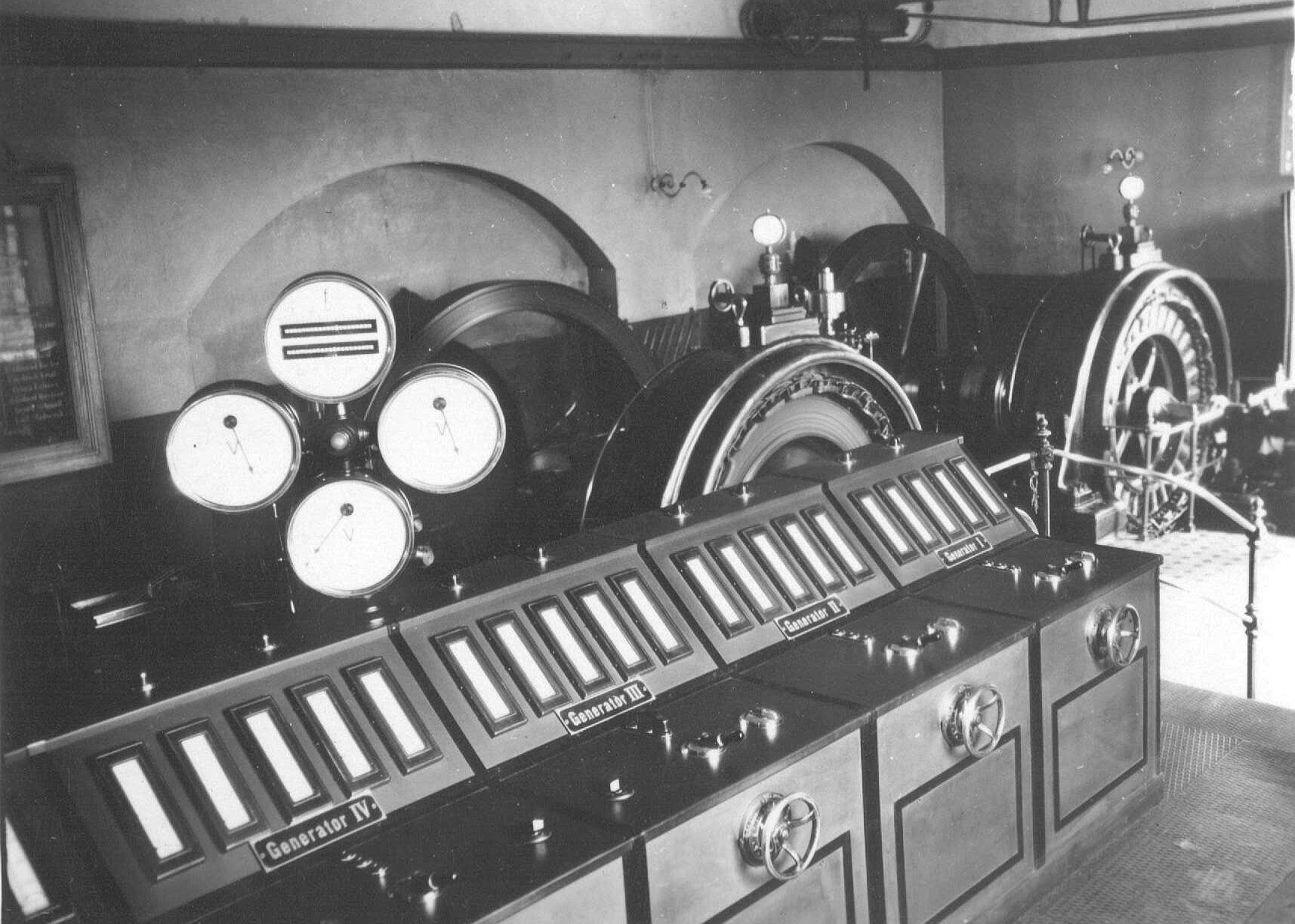
Warte des Elektrizitätswerkes (ca. 1901)
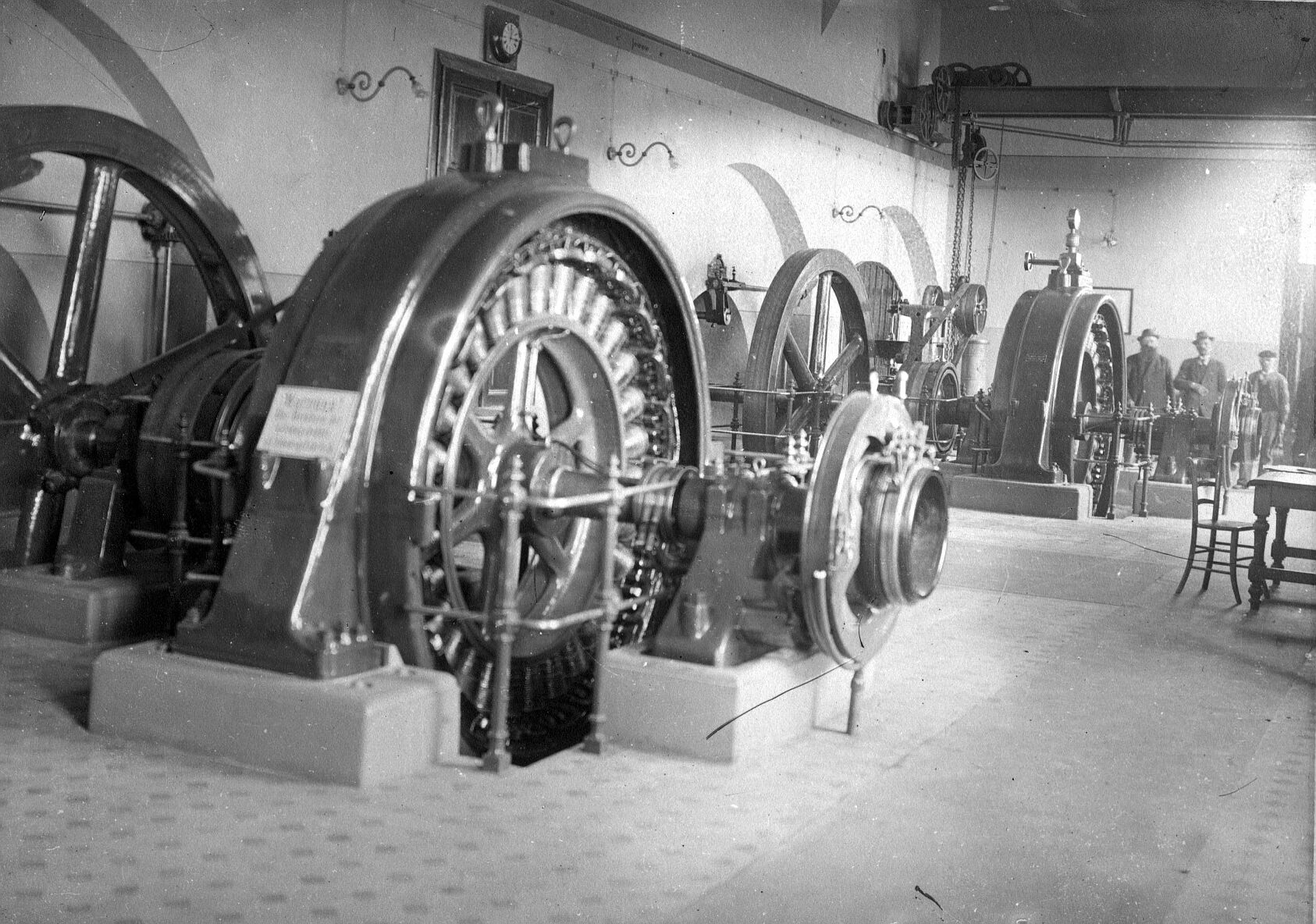
Generatoren der Francis-Turbinensätze
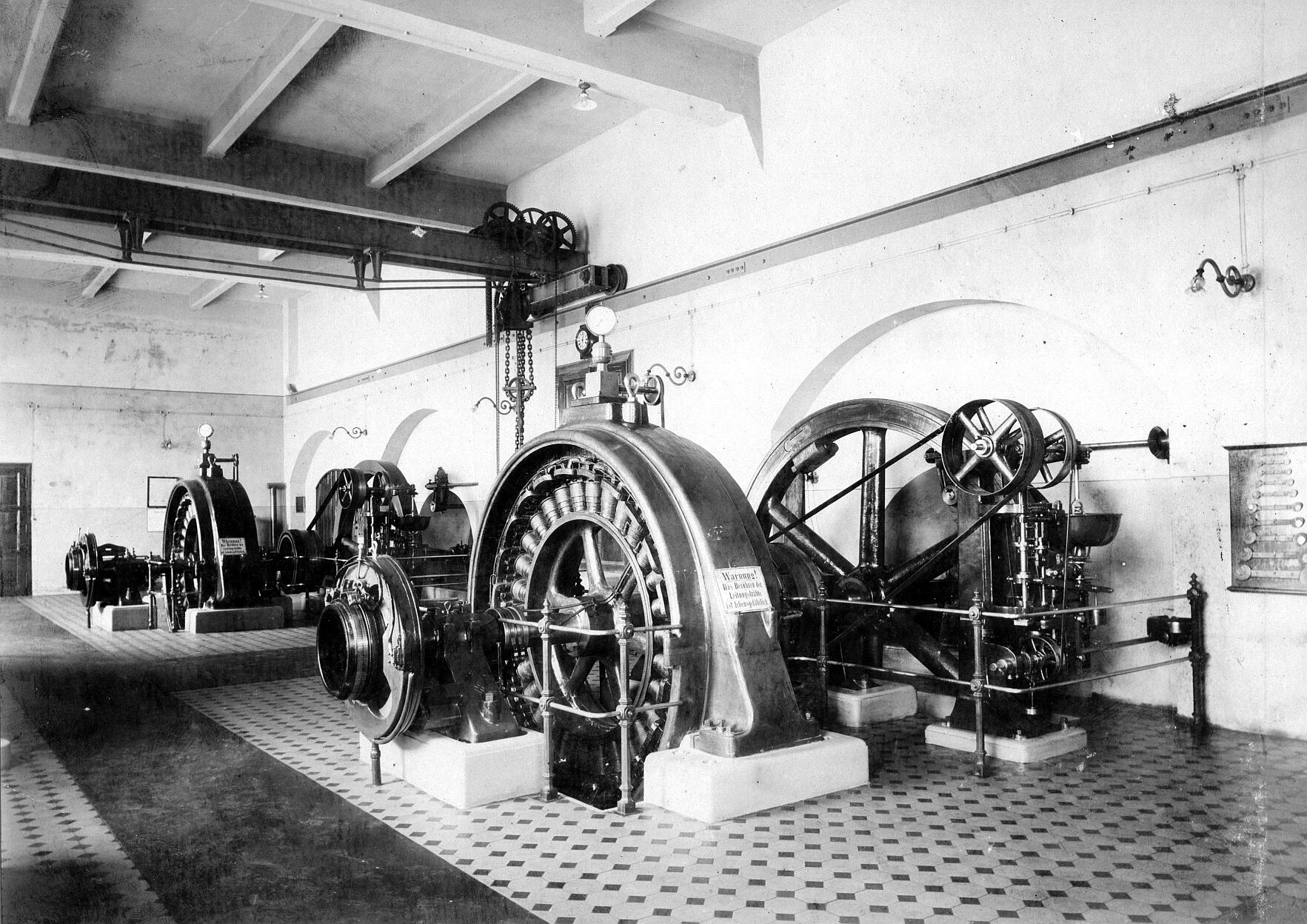
Maschinenhalle

In den Jahren 2004 und 2005 wurde die Wehranlage in Greinsfurth saniert und für den Einbau der Restwassernutzung vorbereitet. Ebenfalls erfolgte der Einbau einer Umwälzanlage beim Kraftwerk, um Eisdruck im Winter zu verhindern. Mit ihr wird Luft eingeblasen, um das Entstehen einer Eisschicht zu verhindern und dünne Eisschichten aufzubrechen.
Im Jahr 2010 wurde ein Restwasserkraftwerk mit einer Leistung von 479 kW bei der Wehranlage in Greinsfurth mit einer Fischaufstiegshilfe errichtet.

## Einzugsgebiet und Wassermenge der Ybbs
Das Einzugsgebiet der Ybbs bis zur Wehranlage Greinsfurth beträgt etwa 833 km². Die durchschnittliche Wassermenge sind 26 m³/s. (MQ) Die größten Hochwässer führten bis dato ungefähr 1000 m³/s und ereignen sich statistisch alle 50–60 Jahre. Die minimale Wasserführung in Trockenperioden beträgt weniger als 4 m³/s.

## Wehranlage
Das Stauziel beträgt 278,81 müA (Meter über der Adria). Der Werkskanal hat eine Länge von 1300 m und eine Tiefe von durchschnittlich 3 m. Die Fischbauchklappe wurde 57 m breit und 1,54 m hoch dimensioniert und dient zur Hochwasserregulierung. Der Tauchbalken verhindert, dass größere schwimmende Teile (Äste, Bäume usw.) in den Werkskanal gelangen. Die Einlaufschleusen regulieren den Wasserpegel bei Hochwasser oder dienen zum Absperren des Werkskanals in Richtung Kraftwerk bei Revisionen. Die Hochwasserschleuse (Grundablass) wird bei großen Hochwässern (ab 150–200 m³/s) zur Hochwasserregulierung und zum Ablassen des Staubereiches benötigt. Die Schotterschleuse dient zur Spülung der Schotterrinne im Einlaufbereich. Ein Fallschütz in Richtung der Restwasserturbine dient als Absperrorgan für die Restwasserturbine und schließt mit Eigengewicht.

## Kraftwerk Allersdorf

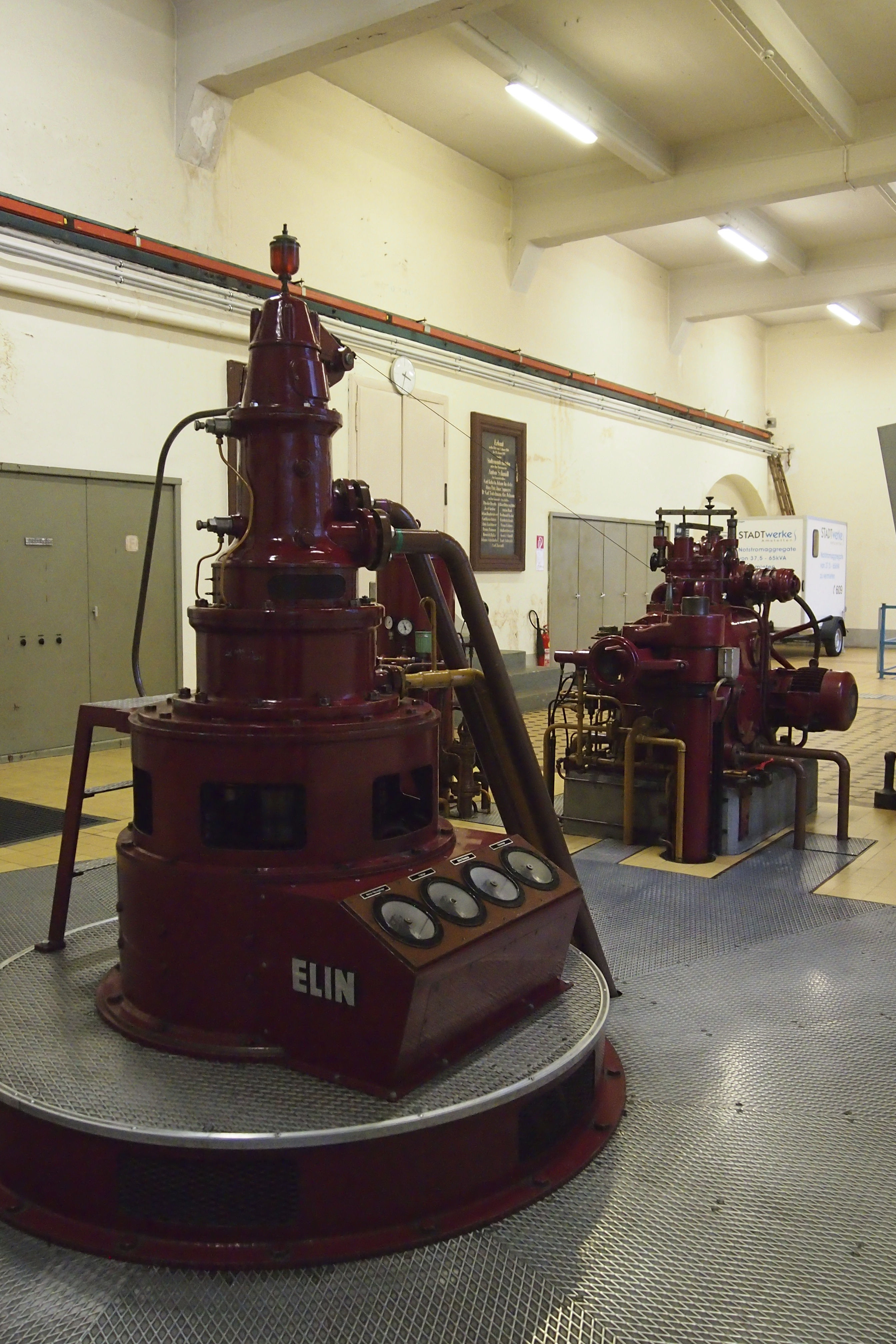
Maschinensatz

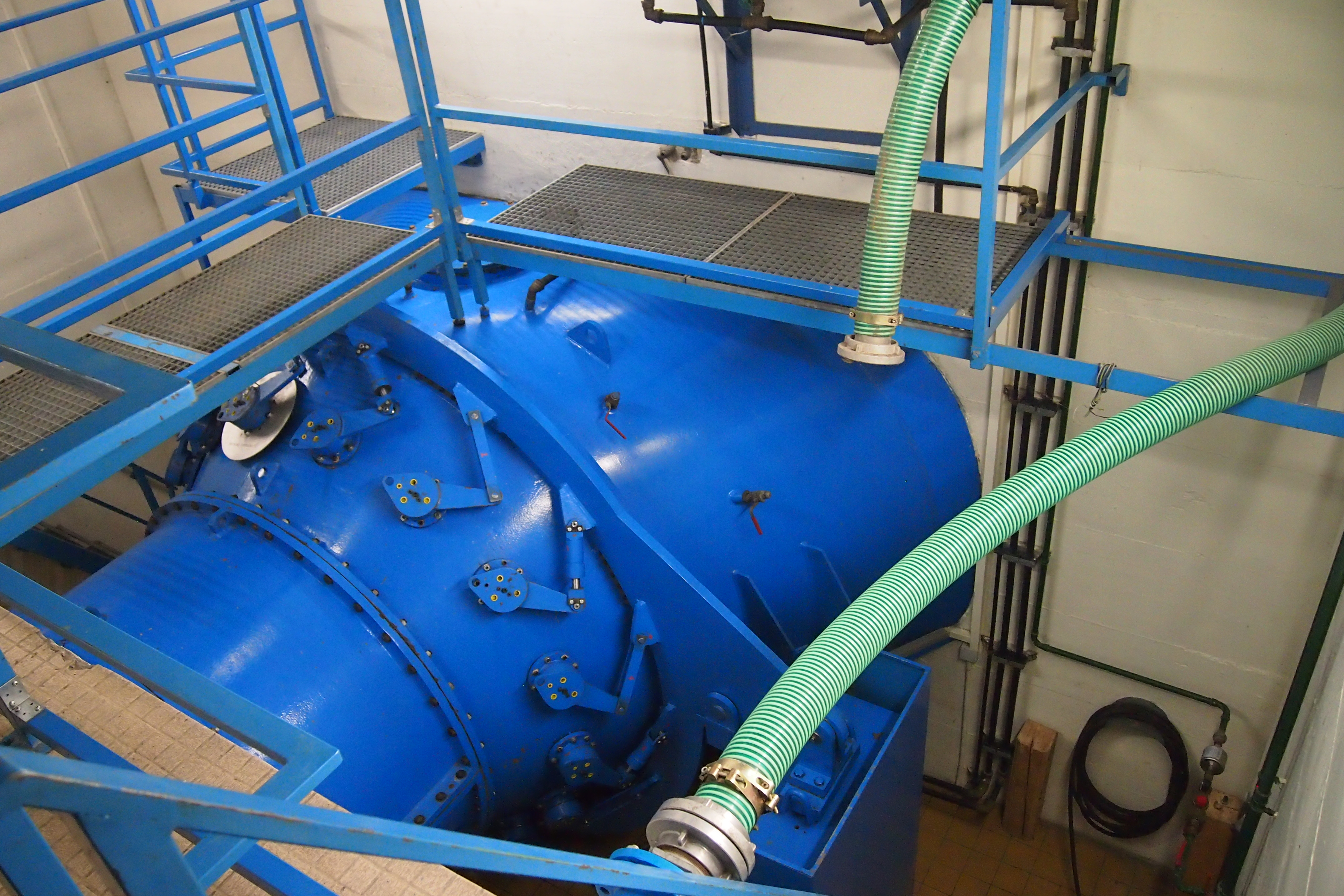
Neue Turbine

Das Elektrizitätswerk in Allersdorf ist ein Ausleitungskraftwerk. Mit zwei Kaplan-Turbinensätzen werden pro Jahr rund 15 Millionen Kilowattstunden Strom erzeugt. Das entspricht etwa dem durchschnittlichen Bedarf von ungefähr 4300 Haushalten im Netz der Stadtwerke Amstetten.
Durch den Bau des Ausleitungskanals (dem „Werkskanal“), der bei der Wehr in Greinsfurth beginnt, wird das Wasser auf direktem Wege, mit sehr geringem Gefälle in das Kraftwerk Allersdorf geleitet. Durch diese Abkürzung wird im Kraftwerk Allersdorf eine größere Fallhöhe (12 m statt 8 m) des Wassers erreicht, was zu einer höheren Stromerzeugung führt.
Bisher war bei Niederwasser die 2,5 km lange Restwasserstrecke zumindest bis zur Urlmündung trocken. Bis zur Mündung des Unterwasserkanals war eine ökologisch ungünstige Restwassersituation gegeben und der Fischzug aus der Donau war durch die Wehranlage unterbrochen.
| Ausbauwassermenge | 30 m3                  |
| Jahreserzeugung   | 15 GWh                 |
| Engpassleistung   | 3 MW                   |
| Fallhöhe          | 12 m                   |
| Anzahl Turbinen   | 2 (Kaplan-Rohrturbine) |

## Restwasserkraftwerk
Durch die Abgabe von Wasser in den ursprünglichen Verlauf der Ybbs und nicht mehr nur in den Werkskanal, ist es wieder möglich, den Fluss im Bereich von der Wehr Greinsfurth bis zur Rückleitung vom Kraftwerk Allersdorf ganzjährig mit Wasser zu dotieren. Bisher setzte die Dotation der Ybbs in den Sommermonaten meistens aus. Der Grund hierfür war, dass das Wasser durch den Werkskanal aus der Ybbs auf direktem Weg zum Kraftwerk Allersdorf umgeleitet wurde, um Strom zu erzeugen.
Das Wasser fließt durch das Einlaufbauwerk dem Druckrohr zu. Die Druckrohrleitung verläuft bis zum Krafthaus – dort erfolgt der Übergang auf das Einlaufrohr aus Stahl und die Kaplan-S-Rohrturbine. Die Stromerzeugung erfolgt durch eine Drehstrom-Synchronmaschine, welche aufgrund der geringen Leistung direkt in das lokale Niederspannungsnetz einspeist.
| Zuflussrohr         | Glasfaserverstärktes Kunststoffrohr (GFK-Rohr) |
| Rohrdurchmesser     | 2 m                                            |
| Bruttofallhöhe      | 8,19 m                                         |
| Nettofallhöhe       | 7,65 m                                         |
| Tiefe des Gebäudes  | 8,55 m                                         |
| Turbine             | Kaplan-S-Rohrturbine                           |
| Drehzahl            | 429/min                                        |
| max. Durchfluss     | 7500 l/s                                       |
| Turbinenleistung    | 510 kW                                         |
| versorgte Haushalte | ca. 360                                        |
| Jahreserzeugung     | 1,3 GWh                                        |

## Fischwanderhilfe

Luftaufnahme der Fischwanderhilfe

Für natürliche Fischbestände ist die Möglichkeit einer freien Passierbarkeit von großer Bedeutung. Die größenbestimmende Fischart für die Planung der Fischwanderhilfe in Greinsfurth ist der Huchen, welcher eine Länge von über einen Meter erreichen kann. Die Fischwanderhilfe Greinsfurth ist als Schlitzpass, ein so genannter „Vertical Slot“, gebaut. Durch die Fischwanderhilfe wird eine Fallhöhe von über 8 m zwischen Ober- und Unterwasser überwunden. Die Fischwanderhilfe ist in ihrer Bauart eine der größten in Österreich. Die Dotation des Fischaufstieges schwankt je nach Jahreszeit zwischen 290 und 500 l/s. Diese Wassermengen sind unter anderem nötig, um eine entsprechende Lockströmung im Bereich des Einstieges der Fischwanderhilfe zu erreichen.
Daten zur Fischwanderhilfe:
- Schlitzbreite 40 cm
- 58 Becken à 2,2 m × 3 m
- Wasserspiegeldifferenz zwischen den Becken: 15 cm
- Stromerzeugungsverlust im bestehenden Kraftwerk: 200 MWh/Jahr (das entspricht etwa dem Energiebedarf von 60 Haushalten)
- Durchfluss Mitte März bis Mitte April: 500 l/s
- Durchfluss Mitte April bis Ende Juni: 400 l/s
- Durchfluss restliche Zeit: 290 l/s

## Bilder

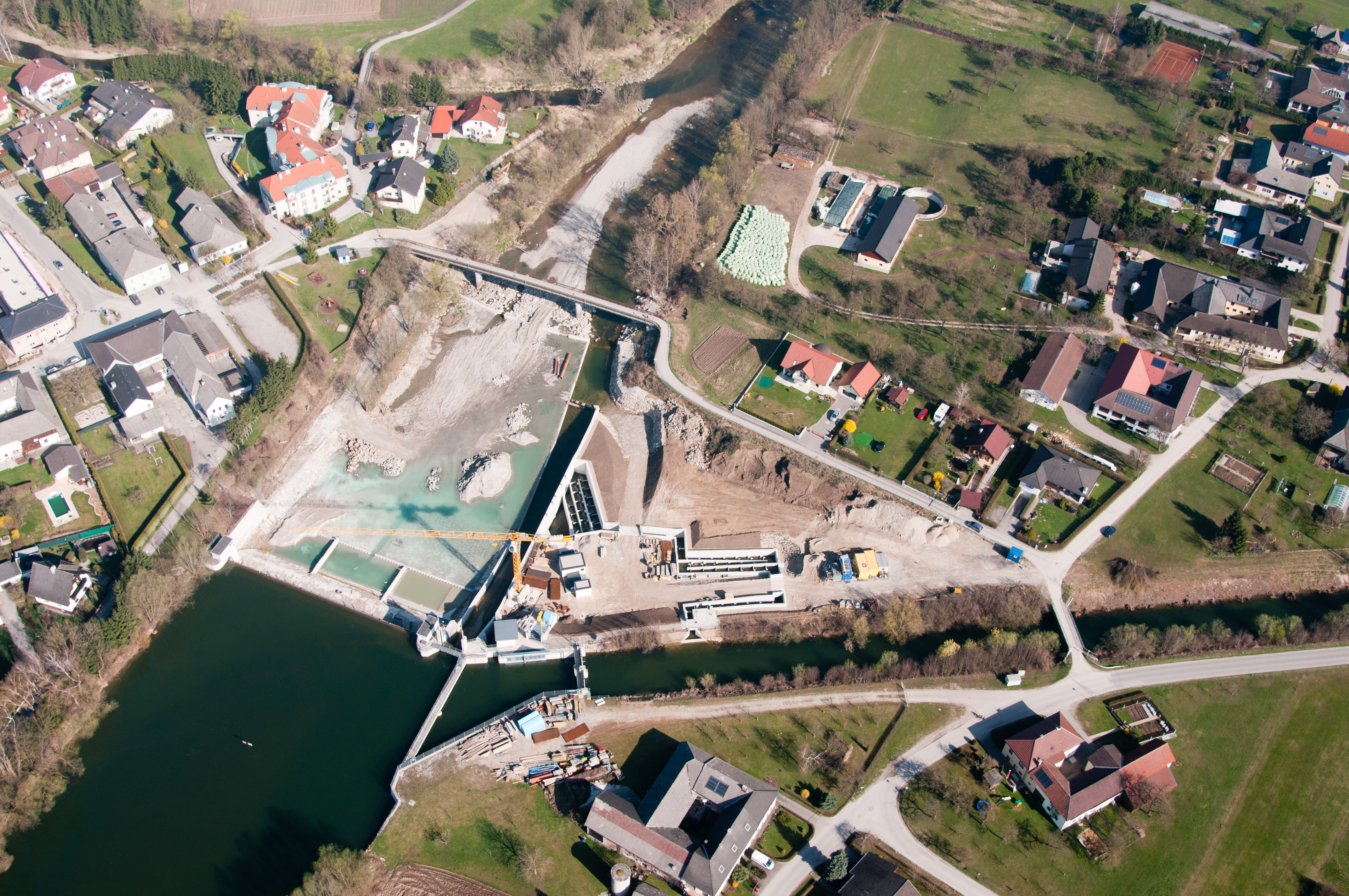
Baustelle der Wehranlage und Fischwanderhilfe
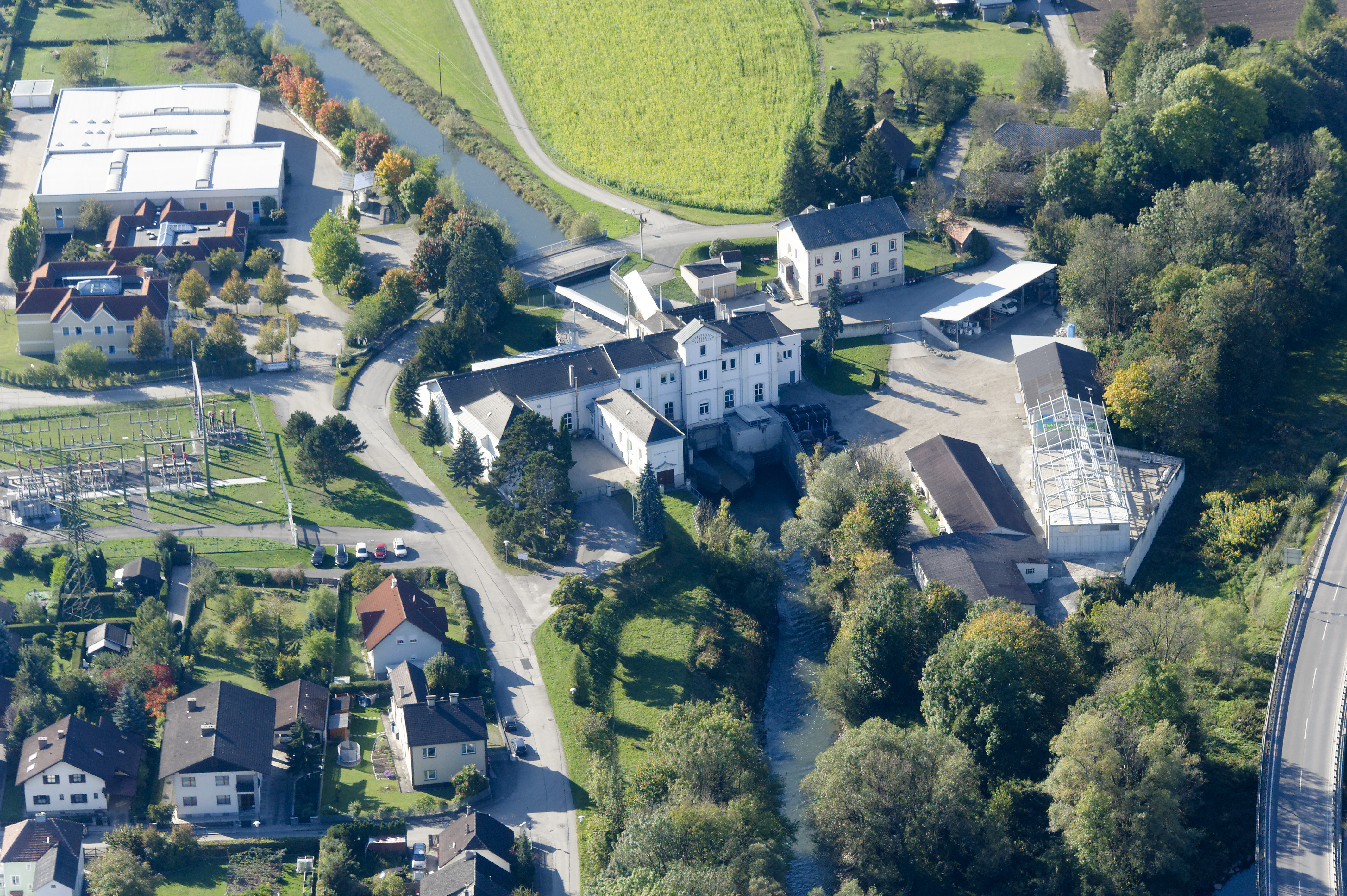
Luftaufnahme des Elektrizitätswerkes